# Kanabinol
Kanabinol (anglicky cannabinol; CBN) je látka ze třídy kanabinoidů obsažená v rostlinách rodu  konopí (Cannabis) (konopí seté (Cannabis sativa) a konopí indické (Cannabis indica)). Je metabolitem tetrahydrokanabinolu (THC), tj. vzniká postupnou degradací THC za přístupu kyslíku. Působí jako slabý agonista na kanabinoidních receptorech CB1 CB2 s nižší afinitou v porovnání s THC. Psychoaktivní účinky jsou podobné jako u THC, k jejich dosažení je však potřeba několikanásobně větší dávka.